# ABCHO
ABCHO (prononcé "a-bu-cho", pour ABSTRACT CHOP) est un duo pop japonais actif en 2012, composé des chanteuses Rika Ishikawa et Hitomi Yoshizawa.

## Histoire
Les deux chanteuses ont débuté ensemble en 2000 dans le cadre du Hello! Project, lors de leur intégration au populaire groupe Morning Musume. Après leurs départs respectifs du groupe, elles font toutes deux partie du groupe pop Ongaku Gatas à partir de 2007, puis forment en parallèle en 2008 un premier duo, Hangry & Angry, de style rock et à l'image punk / gothic lolita. En 2009, elles sont transférées du Hello! Project au M-line club, où elles participent également au groupe Dream Morning Musume à partir de 2011.
En mars 2012, elles annoncent former un autre duo, ABCHO, en parallèle à leurs autres activités,
mais dans un style musical et vestimentaire totalement différent de leur duo habituel Hangry & Angry et pour un autre label, d'où le changement d'identité. Le nouveau groupe sort un premier single en mai 2012 chez Universal Music Japan, dont la chanson-titre sert de générique d'ouverture à la série anime Sengoku Collection.

## Discographie
Single
- 23 mai 2012 : Me o Toshite Gyusshi yo (目をとじてギュッしよ?)